# I'Max
Pour l’article homonyme, voir IMAX.
I'Max est une entreprise japonaise de jeu vidéo.
Les seuls jeux réalisés par cette société recensés par IGN sont Insmouse no Yakata sur Virtual Boy et Dual Orb 2 sur Super Nintendo. Mais, il existe cependant d'autres jeux connus tels que Ball Bullet Gun sorti sur Super Nintendo.